# 定善寺
定善寺（じょうぜんじ）は、宮崎県日向市大字財光寺にある日蓮正宗の寺院。山号は日知屋山（ひちやざん）。日蓮正宗三本山のひとつで日向本山。元は郷門寺院。
日蓮正宗改宗に抵抗した檀家が離脱し近隣に日蓮宗本光寺を建立し本東寺より住職を迎えた。

## 起源と沿革
- 1331年（元弘元年） - 薩摩阿闍梨日叡により建立される。開基檀那は地元の領主である伊東氏[2][3]。
- 1486年（文明18年） - 保田妙本寺の僧侶日蔵により日向市大王谷に本建寺創建。
- 1957年（昭和32年）8月30日 - 日蓮正宗へ改宗。定善寺及び末寺の日向六ヶ寺の日蓮正宗帰一奉告法要が奉修される。
- 1977年（昭和52年）12月4日 - 現在の本堂が完成。本建寺を定善寺内に移転。

## 歴代住職
| 代   | 日号 | 阿闍梨号・院号 | 御遷化年月日     | 享年 | 備考   |
| ---- | ---- | -------------- | ---------------- | ---- | ------ |
| 初代 | 日叡 | 薩摩阿闍梨     | 応安2年8月5日    |      |        |
| 2代  | 日礼 |                | 至徳2年2月7日    |      |        |
| 3代  | 日掟 |                | 嘉吉3年2月10日   |      |        |
| 4代  | 日等 |                | 文安元年9月20日  |      |        |
| 5代  | 日維 |                | 文安元年6月25日  |      |        |
| 6代  | 日守 |                | 永正6年5月29日   |      |        |
| 7代  | 日学 |                | 大永3年5月24日   |      |        |
| 8代  | 日揚 |                | 大永3年9月20日   |      |        |
| 9代  | 日現 |                | 天正5年5月24日   |      |        |
| 10代 | 日定 |                | 慶安3年6月28日   |      |        |
| 11代 | 日位 |                | 天和2年7月11日   |      |        |
| 12代 | 日慈 |                | 寛文2年10月15日  |      |        |
| 13代 | 日満 |                | 寛文7年10月2日   |      |        |
| 14代 | 日春 |                | 貞享4年8月7日    |      |        |
| 15代 | 日明 |                | 宝永元年2月20日  |      |        |
| 16代 | 日是 |                | 元禄8年12月14日  |      |        |
| 17代 | 日泰 |                | 宝永5年8月13日   |      |        |
| 18代 | 日正 |                | 享保16年6月15日  |      |        |
| 19代 | 日利 |                | 宝永2年2月3日    |      |        |
| 20代 | 日常 |                | 享保7年6月2日    |      |        |
| 21代 | 日義 |                | 享保6年9月3日    |      |        |
| 22代 | 日宝 |                | 宝暦5年7月29日   |      |        |
| 23代 | 日啓 |                | 天明7年10月25日  |      |        |
| 24代 | 日貞 |                | 文政10年9月1日   |      |        |
| 25代 | 日玄 |                | 文政4年4月3日    |      |        |
| 26代 | 日厳 |                | 安政2年8月3日    |      |        |
| 27代 | 日由 |                | 天保11年10月10日 |      |        |
| 28代 | 日涌 |                | 慶応3年6月11日   |      |        |
| 29代 | 日任 |                | 明治19年8月15日  | 51歳 |        |
| 30代 | 日仙 |                | 明治45年6月24日  | 79歳 | 小原氏 |
| 31代 | 日護 |                | 大正14年12月9日  | 38歳 |        |
| 32代 | 日悦 | 観解院         | 昭和55年8月19日  | 83歳 | 小原氏 |
| 33代 | 道雄 | 日知屋阿闍梨   | 平成8年7月25日   | 85歳 | 小原氏 |
| 34代 | 栄尊 |                |                  |      | 石田氏 |

## 所在地
- 宮崎県日向市大字財光寺7295。

## 寺院の特徴
- 毎年、虫払い法要は御会式終了後に行われ、地元では「おまんだらさま」として親しまれ、テレビ中継が行われるほど有名である。

## 寺院周辺
- 日向市立財光寺小学校
- 日向財光寺郵便局

## 交通アクセス
- 日豊本線日向市駅から徒歩15分

## その他
現存する『曽我物語』の最古のものであり、国の重要文化財の指定を受けている「曾我物語（真名本）」十巻は、天文15年（1546年）に定善寺の一僧侶であった四位日助によって親本から書き写されたものが、保田妙本寺の日我の元へ渡ったものである。